# Demetrije Hvaranin
Demetrije Hvaranin je ilirski vojskovođa grčkoga podrijetla (otok Hvar, oko 260. pr. Kr. – Mesena, oko 213. pr. Kr.). U službi Agrona i Teute upravljao je Hvarom, Korčulom i Krfom. Poslije kao saveznik Rimljana držao Hvar sa susjednim otocima i područje oko Lisa (Lissos, danas  Vis). Organiziravši jaku mornaricu, povezao se s Makedonijom (222. pr. Kr.) i Teutinom ilirskom državom u nastojanju da na Balkanu stvori proturimski blok. Kada su Rimljani 219. pr. Kr. poveli protiv njega rat i osvojili Hvar (Pharos), Demetrije Hvaranin pobjegao je u Makedoniju. Ondje je nastavio djelovati protiv Rima (potaknuo je savez Makedonije i Hanibala 215. pr. Kr.). Nakon dvije godine poginuo je u bitki kraj Mesene.